# Park Narodowy Blå Jungfrun

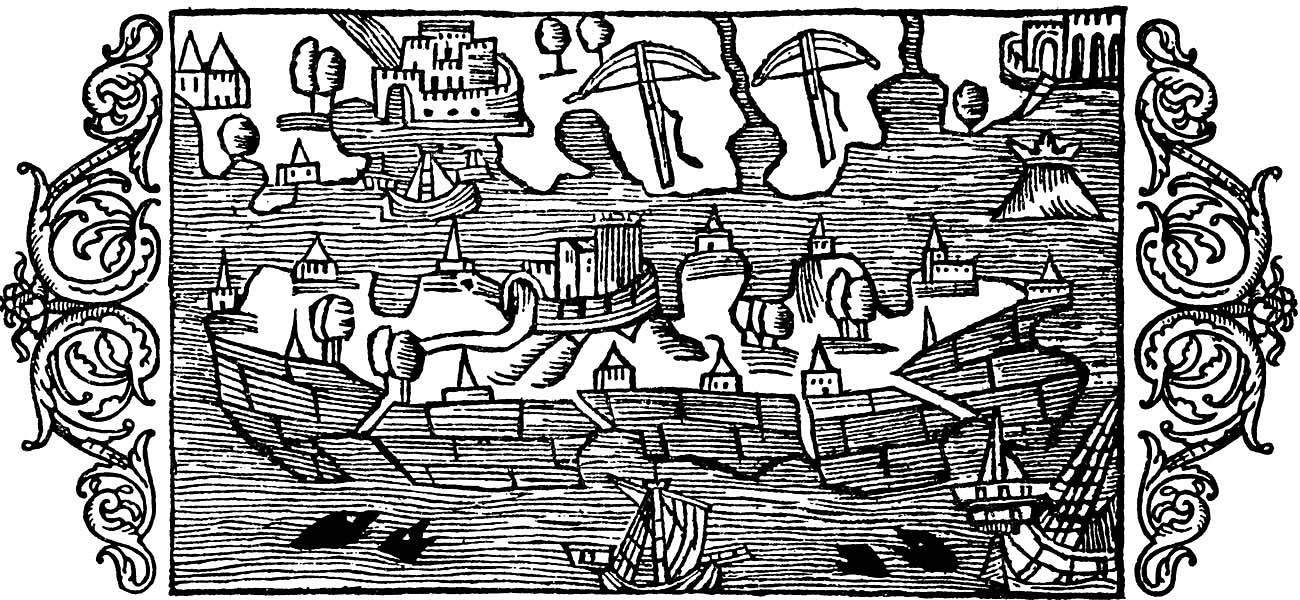
Blå Jungfrun na mapie Olausa Magnusa. Wyspa jest przedstawiona jako nosząca koronę

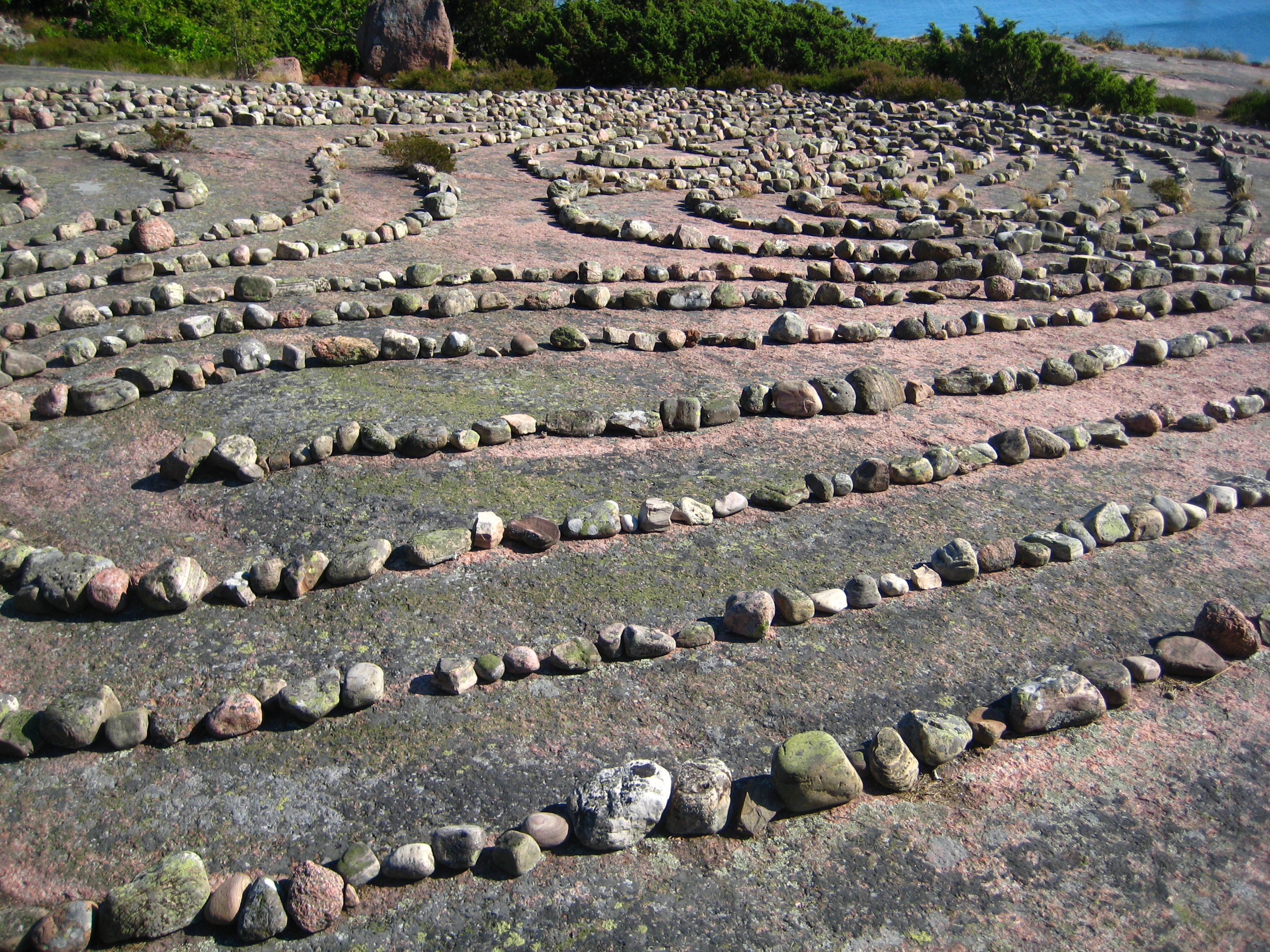
Kamienny labirynt na Blå Jungfrun

Park Narodowy Blå Jungfrun (szw. Blå Jungfruns nationalpark, znany także pod nazwą „Blåkulla”) – park narodowy w regionie Kalmar w południowo-wschodniej Szwecji, obejmujący ochroną niezamieszkaną wyspę Blå Jungfrun w Cieśninie Kalmarskiej na Morzu Bałtyckim. 

## Geografia
Park Narodowy Blå Jungfrun leży w gminie Oskarshamn w regionie Kalmar w południowo-wschodniej Szwecji. Obejmuje ochroną wyspę Blå Jungfrun w Cieśninie Kalmarskiej na Morzu Bałtyckim oraz jej wody przybrzeżne. 
Wyspa jest niezamieszkaną bryłą błękitno-szarego granitu, wystającą 86 m n.p.m. Została ukształtowana przez lodowiec. Masa lodu, która napłynęła z północy na północną stronę wyspy, nadała jej opływowy kształt. Na południowej stronie wyspy spływający w dół lód wyżłobił głębokie wąwozy. 

### Flora
Południową część wyspy porasta bujny las liściasty z dębami (Quercus sp.), lipami (Tilia sp.), klonami (Acer sp.) i osikami (Populus tremula). W lesie odnotowano występowanie ponad 200 gatunków roślin. Rośnie tu m.in. żywiec cebulkowy i przytulia wonna, a na wybrzeżu dzięgiel litwor, krwawnica pospolita, groszek leśny i kozłek lekarski.
W krajobrazie północnej części wyspy dominującą rolę odgrywają strome klify, wygłady lodowcowe i nagie skały, porośnięte rzadko sosną (Pinus sylvestris), świerkiem (Picea abies) i brzozą (Betula pendula), z głębokimi szczelinami i jaskiniami.
Na wyspie występuje wiele porostów, m.in. granicznik płucnik i Erioderma pedicellatum.

### Fauna
Na wyspie nie ma drapieżników. Dawniej żyły tu zające, które wyginęły wskutek ciężkich zim. Ze ssaków odnotowano jedynie nietoperze. Ponadto czasem można spotkać tu zaskrońce i ropuchy. Wyspę zamieszkuje wiele ptaków m.in. świergotek nadmorski i ptaki z rodzaju falco . Gniazduje tu Nurnik zwyczajny (Cepphus grylle) i bielik (Haliaeetus albicilla). Na przestrzeni ostatnich 50 lat populacja nurnika gwałtownie się zmniejszyła z 250 par do zaledwie kilku. Na wyspie występuje wiele owadów, w szczególności chrząszczy z rodzaju Cerambyx i z rodziny kózkowatych.

## Historia
Jednym z pierwszych badaczy, którzy odwiedzili wyspę, był Karol Linneusz (1707–1778), który przybył tu w 1741 roku i opisał ją jako „jedną z najstraszliwszych na świecie”. Linneusz sporządził pierwszy naukowy opis wyspy, jako pierwszy wzmiankował również kamienny labirynt – Trolleborg. Wcześniejsze wzmianki o wyspie pochodzą przede wszystkim z zapisków marynarzy. W 1555 roku szwedzki kartograf Olaus Magnus (1490–1557) przestrzegał marynarzy przed zbliżaniem się do wyspy, gdyż mogłoby to wywołać sztorm.
W 1896 roku na wyspie odbył się ślub szwedzkiego poety Vernera von Heidenstama (1859–1940) z Olgą Wiberg.
W latach 1904–1926 na wyspie pozyskiwano czerwony granit o nazwie „Virgo”, który eksportowano do Niemiec. Dzięki donacji szwedzkiego przemysłowca Torstena Kreugera (1884–1973) w 1926 roku na wyspie utworzono park narodowy. 
Park należy do sieci Natura 2000, w ramach której chroni siedliska roślin i ptaków.

## Legendy
Z uwagi na unikalny kształt i kolor wyspa utożsamiana jest z legendarnym miejscem zlotu czarownic podczas Wielkanocy – Blåkulla (pol. „niewielkie, niebieskie wzgórze”). Według lokalnych legend wyspa jest miejscem dorocznego wiosennego zlotu czarownic, które dzielą miejsce z syrenami i bóstwami. Aby obłaskawić nadprzyrodzone moce, ludzie zostawiali na brzegi wyspy różne cenne przedmioty, m.in. rękawiczki i jedwabne szale. 
Z wyspy nie wolno zabierać kamieni – kto zabierze kamień, będzie miał pecha dotąd, dopóki nie zwróci go wyspie. 

## Labirynt
W południowej części wyspy znajduje się także tajemniczy labirynt, zbudowany z kamieni ułożonych na ziemi. Do dziś nie udało się ustalić jego pochodzenia ani funkcji.